# ディック・フライ
ディック・フライ（Dick Vrij、1965年5月2日 - ）は、オランダの男性総合格闘家、プロレスラー。ハールレム出身。リングス・オランダ出身。

## 来歴
1989年11月29日、第2次UWFが開催した東京ドーム大会（U-COSMOS）へ藤原喜明と異種格闘技戦を行なうために来日。リングネームは、ディック・レオン・フライであった。以後、UWFへ来日を重ねるようになる。
1991年5月11日、リングス旗揚げ戦ではメインイベントで前田日明と対戦し敗北を喫したが、8月1日の旗揚げ第2戦では前田からTKOで金星を奪い、一躍スター選手にのし上がった。筋肉質の肉体からサイボーグと称され、1993年にはWOWOWのイメージキャラクターを務めた。1994年から開催されたリングス・オランダ大会ではエースとして活躍したが、次第に精彩を欠き、連敗を重ねるようになった。
1994年7月14日に前田を相手に不可解な暴走試合を行ったり、1993年4月24日に対戦相手のピーター・ウラを控え室で暴行するなど、トラブルメーカーとしての一面も取りざたされたり、ステロイド剤の使用疑惑が囁かれた。
リングスとの契約切れ後は制圏道で総合格闘技の試合を行ったり、ZERO-ONE「真撃」へ参戦して、マーク・ケアー、藤原喜明と試合を行った。
現在はジムを開いて後進の育成に励む傍ら、リングス・オランダの役員としてクリス・ドールマンをサポートしている。